# Wiener Börse
Wiener Börse AG (også kendt som Vienna Stock Exchange (WBAG)) er en børs i Wien, Østrig og en af de mest etablerede børser i det østlige og sydøstlige Europa.
Wiener Börse er en af verdens ældste og blev grundlagt i 1771 under kejserinde Maria Theresia af Østrigs regeringstid for at lave et marked for statsobligationer.
Wiener Börse repræsenterer cirka 60 % af Østrigs aktiehandel med Over the counter-handel. WBI Indexet udgøres af alle indelandsaktier mens Austrian Traded Index er det største aktieindeks på børsen.
Al handel bliver ført elektronisk gennem EQOS (Electronic Quote and Order-Driven System) som er baseret på Deutsche Börse's Xetra (handelssystem).
Futurer og optioner bliver handlet på Österreichische Termin- und Optionenbörse (OTOB). Produkter inkluderer ATX futurer, østrigske statsobligationsfuturer, o.l..